# Vakvereniging Wetenschappelijk Personeel van de Universiteit
De Vakvereniging Wetenschappelijk Personeel van de Universiteit (VWPU) is een Surinaamse vakbond. De VWPU behartigt de belangen van het wetenschappelijk personeel van de Anton de Kom Universiteit van Suriname (AdeKUS) in Paramaribo.
De bond ging in maart 2015 in beraad, waarmee het werk op de AdeKUS werd onderbroken. Na drie maanden tijd werd een loonsverhoging met terugwerkende kracht overeengekomen met het universiteitsbestuur, minister Peneux en vicepresident Adhin. Vanuit de bond was onder meer het bestuurslid Ryan Nannan betrokken, tevens decaan op de universiteit.